# Wilson Teixeira
Wilson Teixeira (São Paulo, 6 de agosto de 1950) é um geólogo, pesquisador e professor universitário brasileiro.
Comendador da Ordem Nacional do Mérito Científico e membro titular da Academia Brasileira de Ciências, é professor titular aposentado da Universidade de São Paulo.

## Biografia
Wilson nasceu na cidade de São Paulo, em 1950. É filho de João José Teixeira e Ilayr de Souza Teixeira. Concluiu os cursos primário e ginasial em escolas da capital e ingressou no curso de geologia do Instituto de Geociências da Universidade de São Paulo (IGc-USP), em 1971, concluindo o curso em 1974. Logo ingressou no mestrado no IGc, defendido em 1978 e ingressou no doutorado, com o mesmo orientador, estudando a evolução geotectônica da porção meridional do Cráton do São Francisco, defendido em 1985.
Foi co-líder do projeto IGCP “Precambrian evolution of the Amazonic region”, uma cooperação com a Unesco. Em 1992, defendeu tese de livre-docência no IGc e em 1997 se tornou professor titular da mesma instituição. Foi chefe do Departamento de Geologia Geral do Instituto de Geociências e é membro do Conselho Editorial da Revista de Geologia USP. Em 1993, foi eleito membro Associado da Academia Brasileira de Ciências.
Junto de M. Cristina Motta de Toledo, Thomas Rich Fairchild e Fabio Taioli, é autor do livro Decifrando a Terra, livro de referência na área de geologia e ganhador do 62º Prêmio Jabuti na categoria Ciências.